# ریوتینیدا

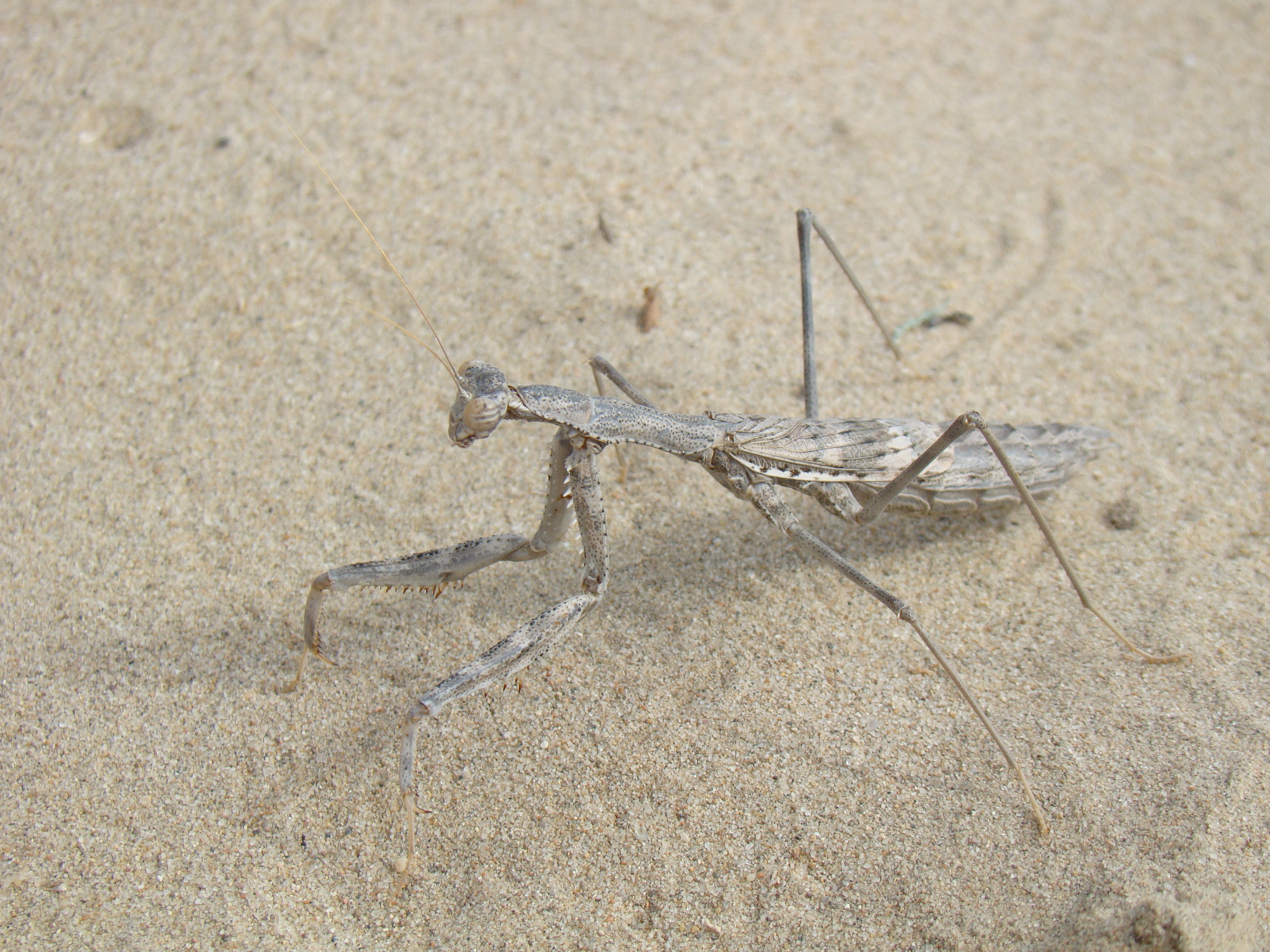
ماده بزرگسال آخوندک بال‌کوتاه بولیوار Bolivaria brachyptera دربایکونور قزاقستان

ریوتینیدا (Rivetinidae) خانواده‌ای از آخوندک‌ها بر اساس نوع تیره ریوتینا می‌باشند. با بازنگری انجام‌شده در طبقه‌بندی آخوندک‌ها، این خانواده اخیراً شامل بسیاری از نژادهای منتقل‌شده از خانواده آخوندکان آفریقایی (Miomantinae) شده است: تبار ریوتینینی؛ برخی از نژادهایی که در گذشته در آنجا قرار گرفته بودند، اکنون به خانواده‌های جدید آخوندکان برگی (Deroplatyidae) و آخوندک‌سان رنگین‌بال (Chroicopteridae) منتقل شده‌اند. جایگذاری جدید این رده در ابرخانواده آخوندکان صحرایی Eremiaphilidea (از گروه آخوندک‌سانان کامل (Cernomantodea) و زیررده آخوندک (Skizomantodea) واقع شده است.

## پراکندگی
نژادهایی از این خانواده در جنوب اروپا، آفریقا و آسیا ثبت شده‌اند. گونه‌های این خانواده که در ایتالیا موجود هستند، شامل آخوندک زمینی لاروی Geomantis larvoides و آخوندک بایتیکی Rivetina baetica می‌باشند.

## زیرخانواده‌ها، تبارها و نژاد
گونه‌های آخوندکان دو زیرخانواده دارند:

### دیفوبینا (مانتیس آسیایی) Deiphobinae
تبار کوتیگانوپسینی Cotigaonopsini
- Cotigaonopsis Vyjayandi، ۲۰۰۹ - یکنواخت C. providenceae Vyjayandi، ۲۰۰۹

تبار دیفوبینی Deiphobini
- Deiphobe Stalدیفوبین استال، ۱۸۷۷
- Deiphobella Giglio-Tos دیفو بلا ژیگلیو-توس، ۱۹۱۶
- Indothespis Werner ایردوتسپیس ورنر، ۱۹۳۵

### ریوتینینا Rivetininae
تبار ایسکنومانتینی Ischnomantini
- Eremoplana Stal ارموپلانا استال، ۱۸۷۱
- Ischnomantis Stal ایسکنو مانتیس استال، ۱۸۷۱

تبار ریوتینینی Rivetinini
- Bolivaria Stal بولیواریا استال، ۱۸۷۷
- Geomantis Pantel ژئومانتیس پانتل، ۱۸۹۶
- Microthespis Werner میکروتسپیس، ۱۹۰۸
- Pararivetina Beier پارا ریوتینا، ۱۹۳۰
- Rivetina Berland & Chopard ریوتینا برلند و شوپارد، ۱۹۲۲
- Rivetinula La Greca ریوتینولا لا گرکا، ۱۹۷۷
- Teddia Burr تدیا بور، ۱۸۹۹